# イージー・ライダーのバラード
「イージー・ライダーのバラード」（Ballad of Easy Rider）は、ロジャー・マッギンが映画『イージー・ライダー』（1969年）のために作詞作曲した楽曲。マッギンはボブ・ディランが書き留めた言葉を元に曲を完成させた。

## ロジャー・マッギンのバージョン
映画『イージー・ライダー』の製作・脚本を務め、主演者でもあるピーター・フォンダは、同作の主題歌にボブ・ディランの「イッツ・オールライト・マ」を使おうと当初考えていたが、権利上の都合で使用を認められなかったため、代わりにバーズのロジャー・マッギンにカバー・バージョンの録音を依頼した。次にフォンダはディランに映画の主題歌を制作するよう依頼する。ディランは依頼を断るが、ナプキンに「The river flows, it flows to the sea / Wherever that river goes, that's where I want to be / Flow, river, flow」という言葉を走り書きし、「これをマッギンに渡してくれ。彼ならどうしたらいいか分かるはずだ」と言った
。詞の断片は言われたとおりマッギンに渡され、彼は言葉を付け加えるとともにメロディも完成させた。
ディランは『イージー・ライダー』の内輪向けの上映会で、自分の名前がテーマソングの共作者としてクレジットされていることに気付いた。彼はマッギンに電話をかけ、エンドロールから自分の名前を外すこと、および今後リリースされる際にも名前を外すことを要求した。マッギンはディランが「イージー・ライダーのバラード」を自分のものではないと主張した理由をこう推測した。「彼はあの映画がそんなに好きになれなかった。あのエンディングも。詩的正義が果たされるために、むしろトラックが爆発することを彼は望んだ。ピーター・フォンダのアンチ・ヒーローのコンセプトが彼には理解できなかったようだ」
1969年2月、マッギンはカリフォルニア州ロサンゼルスのコロムビア・スタジオで本作のレコーディングを行った。バーズのメンバーのジーン・パーソンズがハーモニカで参加した。
同年7月公開の映画『イージー・ライダー』には前述の「イッツ・オールライト・マ」と本作品がマッギンの単独名義で収録された。映画のサウンドトラックは8月に発売された。

## バーズのバージョン
バーズのバージョンは1969年6月18日に録音された。プロデューサーのテリー・メルチャーは当時ヒットしていたグレン・キャンベルの「ジェントル・オン・マイ・マインド」やニルソンの「うわさの男」などを真似て、オーケストラのダビングを行った。
同年9月9日、シングルA面として発売。B面は「Oil in My Lamp」。それから間もない10月1日、コロムビア・レコードはB面を映画で使用された「ワズント・ボーン・トゥ・フォロー」に差し替え、10月1日に再発売した。シングルはビルボード・Hot 100で65位を記録した。11月10日、バーズの8枚目のアルバム『イージー・ライダー』に収録された。
バーズのライブ・バージョンは2000年にリリースされた『（タイトルのないアルバム）』のリイシュー盤にボーナス・トラックとして収録された。